# Chen (Longqing)
Chen, född okänt år, död 1596, var en kinesisk kejsarinna, gift med Longqing-kejsaren.
Chen valdes ut för rollen som kejsarinna efter makens tronbestigning. År 1569 lät kejsaren förvisa henne till ett separat palats efter att hon kritiserat honom, officiellt för att hon inte hade fött en son och därför inte förtjänade uppmärksamhet. Tronföljaren behandlade henne dock alltid med respekt, och då han besteg tronen 1572, gav han både sin mor och Chen titeln änkekejsarinna. 